# Nemoura redimiculum
Nemoura redimiculum is een steenvlieg uit de familie beeksteenvliegen (Nemouridae). De wetenschappelijke naam van de soort is voor het eerst geldig gepubliceerd in 1966 door Kawai.